# La-Mulana
La-Mulana (ラ•ムラーナ?, Ra•Murāna) è un videogioco d'avventura sviluppato da GR3 Project e pubblicato nel 2005 come freeware per Microsoft Windows. Nel 2011 Nigoro ha reso disponibile una conversione del titolo per WiiWare. Da quest'ultima è stato effettuato un remake del titolo originale, distribuito attraverso Steam e GOG.com. Nel 2014 è stata pubblicata una versione del gioco per PlayStation Vita denominata La-Mulana EX.
Nigoro e Playism hanno avviato una campagna di crowdfunding su Kickstarter per il seguito del videogioco.

## Trama
Il protagonista del gioco è Lemeza Kosugi, un archeologo nippo-americano che scopre il tempio di La-Mulana.

## Modalità di gioco
Realizzato con lo stile dei platform per MSX come King's Valley, il titolo ha una modalità di gioco che ricorda quella di Metroid e Castlevania.